# Émile Waldteufel
Émile Waldteufel (9. prosince 1837 Štrasburk, Francie – 12. února 1915 Paříž, Francie) byl francouzský skladatel a autor populárních valčíků, polek a pochodů.
Narodil se jako Charles Émile Lévy v židovské rodině s hudební tradicí, jeho otcem byl Lazar Lévy (1801-1884), vystupující pod jménem Louis Waldteufel. Charles Émile měl bratra Isaaca (známý jako Léon Waldteufel, 1832-1884), který byl stejně jako jeho otec a bratr hudebníkem. Isaac byl přijat na pařížskou konzervatoř, a z toho důvodu se celá rodina v roce 1844 přestěhovala do Paříže. V Paříži Émile Waldteufel prožil většinu svého života.
V letech 1853-1857 Émile zdokonaloval své dovednosti ve hře na klavír pod vedením vynikajícího skladatele Julese Masseneta, autora řady známých oper (např. „Werther“, „Manon“ aj.).
Waldteufel se specializoval na skládání valčíků, což mu vyneslo velký ohlas v době druhého císařství. V roce 1865 byl díky ochraně císařovny Evženie dvorním hudebníkem císaře Napoleona III. a osobním pianistou jeho manželky. To jeho úkolem bylo organizovat slavné hudební večery v palácích v Biarritzu a Compiègne. Od roku 1867 Waldteufelův orchestr účinkoval na plesech konajících se v Tuilerijských zahradách a po prusko-francouzské válce (1870-1871) hrál v sídle vlády republiky v Elysejském paláci.
V roce 1874 jeho hudba zapůsobila na prince z Walesu, pozdějšího Eduarda VII. Zájem anglického následníka trůnu vedl Waldteufela k podpisu smlouvy se společností Hopwood & Crew, což mu umožnilo prezentovat své skladby na plesech královny Viktorie v Buckinghamském paláci.
Waldteufelova hudba se vyznačuje lehkostí, nádechem hravosti a jemného humoru. Specializoval se na psaní písní k tanci, valčíků, polek a pochodů, což způsobilo, že ho současníci nazývali „francouzským Straussem“. Mezi jeho nejznámější valčíky patří „Les Patineurs“, „Amour et printemps“ a „Estudiantina“.

## Dílo

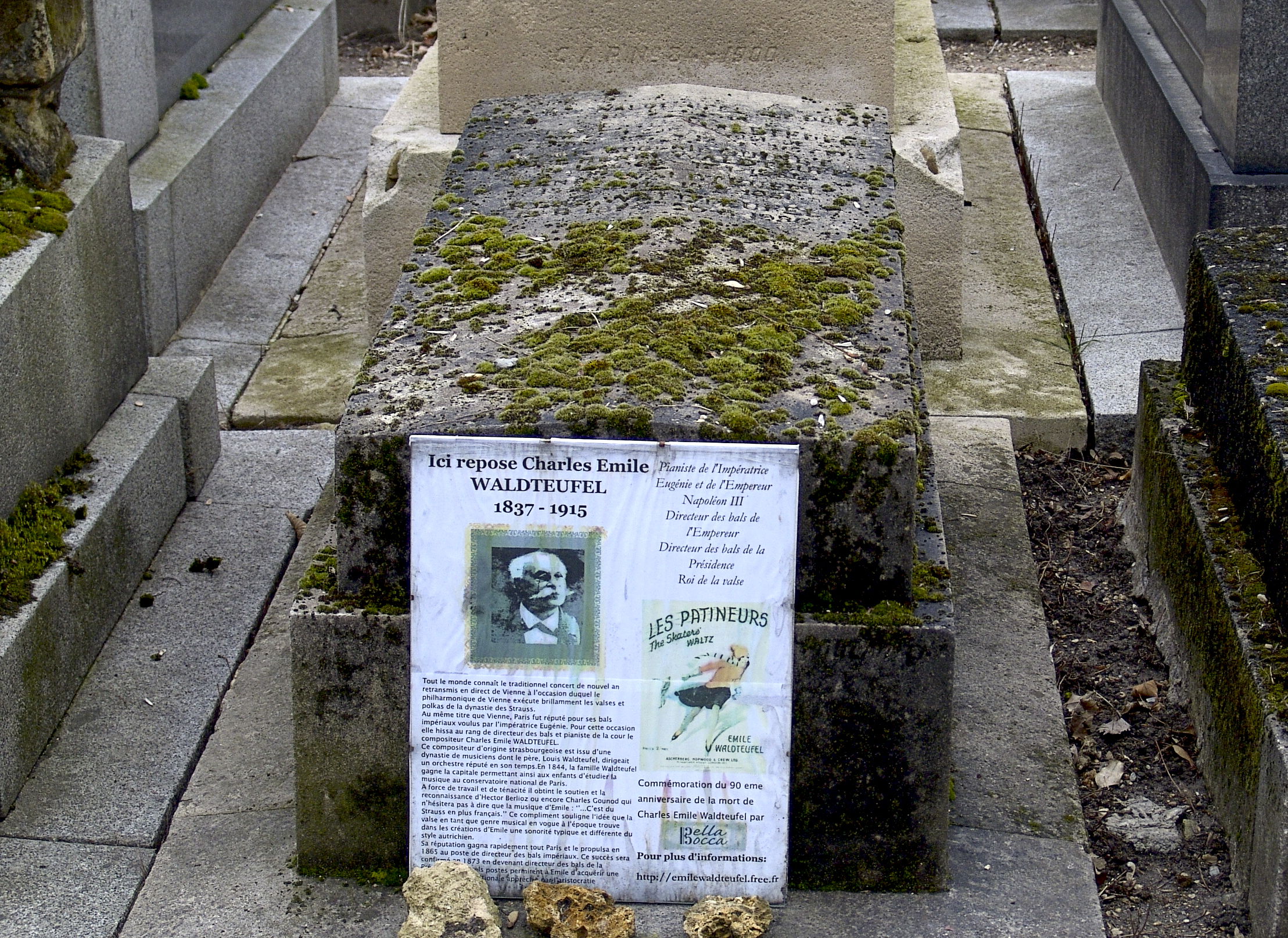
Waldteufelův hrob na hřbitově Père Lachaise

### s opusovým číslem
- Kamiesch, pochod, Op. 5
- Myosotis, valčík (Vergissmeinnicht), Op. 101
- Jean qui pleure et Jean qui rit, polka burlesque, Op. 106
- Bella, polka-mazurka, Op. 113 (1867)
- Dans les bois, polka-mazurka, op. 119
- Les Lointains, valčík, Op. 121
- Mellow waltz, Op. 123 (1866)
- Carolinen, polka, Op. 124
- Dans les champs (In the Fields), polka-mazurka, Op. 125 (1868)
- Madeleine, valčík, Op. 126
- Désirée, polka-mazurka, Op. 132
- Térésa (Antoinette), valčík, Op. 133 (1864)
- Joujou-polka, Op. 135
- Manolo, valčík, Op. 140 (1874?)
- Rose et Marguerites, valčík, Op. 141
- Tout à vous (Yours Very Truly / Dir allein), valčík, Op. 142 (1875)
- Bien aimés, valčík, Op. 143 (1875)
- Entre nous, valčík, Op. 144 (1876)
- Flots de joie (Waves of Joy / Auf Glückes Wogen'), valčík, Op.145 (1875)
- Grand vitesse (High Speed / Eilgut), kvapík, Op. 146 (1876)
- Violettes (Violets), valčk, Op. 148 (1876)
- Au revoir (Farewell), valčík, Op. 149 (1876)
- A toi (To Thee / An Dich), valčík, Op. 150
- Mon rêve (My Dream), valčík, Op. 151 (1877)
- Prestissimo, kvapík, Op. 152 (1877)
- Hommage aux dames, valčík, Op. 153
- Les Sirènes (The Sirens / Sirenenzauber), valčík, Op. 154 (1878)
- Pomone (Pomona), valčík, Op. 155 (1877)
- Toujours ou jamais (Ever or Never / Immer oder Nimmer), valčík, Op. 156 (1877)
- Les Folies (Acts of Folly / Tolle Streiche), polka, Op. 157 (1878)
- Très Jolie (Very Pretty / Ganz allerliebst), valčík, Op. 159 (1878)
- Pluie de diamants / Pluie d'or (Golden Rain / Goldregen), valčík, Op. 160 (1879)
- La Bercuese, valčík, Op. 161
- Brune ou blonde (Brunette or Blonde / Braun oder Blond), valčík, Op. 162 (1878)
- Bella bocca (Bonne bouche), Polka I Gourmand-Polka, Op. 163 (1879)
- Gaîté (Gaiety / Frohsinns-walzer), valčík, Op. 164 (1878)
- Ma charmante (My Charming Lady), valčík, Op. 166 (1879)
- Autresfois, valčík, Op. 167
- Minuit, polka, Op. 168
- Toujours fidèle (Ever Faithful / Treuliebchen), valčík, Op. 169 (1879)
- Dolorès, valčík, Op. 170 (1880)
- Chantilly, valčík, Op. 171 (1880)
- Solitude, valčík, Op. 174 (1881)
- Jeunesse dorée (Gilded Youth / Jugendträume), valčík, Op. 175 (1881)
- Je t'aime (I Love You / Ich liebe Dich), valčík, Op. 177 (1882)
- La Barcarolle, valčík, Op. 178 (1882)
- Naples, valčík, Op. 179
- La Source, valčík, Op. 180 (1882)
- Trictrac, polka, Op. 181
- L'Esprit français (The French Spirit / Geistesfunken), polka, Op. 182 (1882)
- Les Patineurs (The Skaters), valčík, Op. 183 (1882)
- Mariana, valčík, Op. 185
- Les Sourires (The Smiles / Holdes Lächeln), valčík, Op. 187 (1883)
- Soirée d'été (Summer Evening / Ein Sommerabend), valčík, Op. 188 (1883)
- En Garde!, polka militaire, Op. 189
- Les Fleurs (The Flowers), valčík, Op. 190 (1883)
- Estudiantina (Band of Students), valčík, Op. 191 (1883) (aranžmá „Duos“ připisovaných Paulu Lacômovi[1])
- Près de toi, valčík, Op. 193
- Nid d'Amour, valčík, Op. 195
- Jeux d'espirit, polka, Op. 196
- Camarade, polka, Op. 197
- Joie envolée, valčík, Op. 198
- Trésor d'amour (Love- Treasure / Schatzliebchen), valčík, Op. 199 (1885)
- Tout en rose (Through Rose-Coloured Spectacles / In bester Laune), valčík, Op. 200 (1885)
- Un premier bouquet (A First Bouquet / Der erste Blumenstrauss), valčík, Op. 201 (1885)
- Rêverie, valčík, Op. 202 (1885)
- Retour des champs (Return from the fields / Heimkehr vom Felde), polka, Op. 203 (1885)
- Illusion, valčík, Op. 204
- Ma Voisine (My Neighbour / Meine Nachbarin), polka, Op. 206 (1886)
- Valse militaire (The Grenadiers), valčík, Op. 207
- Dans les nuages (In the Clouds / In den Wolken), valčík, Op. 208 (1886)
- Idylle, valčík, Op. 209
- Tendres baisers, valčík, Op. 211
- La Cinquantaine / Joyeux Paris (Merry Paris / Jubel-Polka), polka, Op. 215 (1886)
- Les Bohémiens (The Bohemians / Zigeuner-Polka), polka, Op. 216 (1887)
- Tendresse, valčík, Op. 217
- Coquetterie (Princess May), valčík, Op. 218 (1887)
- Tout ou rien (All or Nothing / Alles oder Nichts), polka, Op. 219 (1887)
- Acclamations (Hoch lebe der Tanz!), valčík, Op. 223 (1888)
- Papillons bleus, valčík, Op. 224
- Château en Espagne (Castles in the Air / Luftschlösser), polka, Op. 225 (1888)
- Dans tes yeux, valčík, Op. 227
- Hébé (Hebe), valčík, Op. 228 (1888)
- Etincelles, valčík, Op. 229
- Roses de Noël, valčík, Op. 230
- Rococo-polka, Op. 232 (1888)
- Bagatelle, polka, Op. 233
- Sur la plage, valčík, Op. 234
- Vision (Visions), valčík, Op. 235 (1888)
- España, valčík, Op. 236 (1886) (podle Chabriera)
- Par-ci, par-là (Hither and Thither), polka, Op. 239 (1883)
- Tout-Paris (Fashionable Paris / Pariser-Walzer), valčík, Op. 240 (1889)
- Ange d'amour (Angel of Love / Liebesengel), valčík, Op. 241 (1889)
- Nuée d'oiseaux (Cloud of Birds / Zugvögel), polka, Op. 243 (1890)
- Retour de Printemps, valčík, Op. 244
- Invitation à la gavotte ('Invitation to the Gavotte'), Op. 246 (1891)
- Fontaine lumineuse (Bright Fountain / Lichtfontaine), valčík, Op. 247 (1891)
- Zig-zag, polka, Op. 248 (1891)
- Sous la voûte étoilée (Under the Starry Canopy / Himmelsaugen), valčík, Op. 253 (1892)
- Souveraine (Sovereign), mazurka, Op. 255 (1893)

### bez opusového čísla
- Amour et printemps (Love and Spring / Liebe und Frühling), valčík (1880)
- Fleurs et baisers, valčík (1904)
- Beobile, pizzicato (1908?)
- La fauvette du temple, valčík (neznámé datum)